# Liste der Kreisstraßen in Pirmasens
Die Liste der Kreisstraßen in Pirmasens ist eine Auflistung der Kreisstraßen in der rheinland-pfälzischen kreisfreien Stadt Pirmasens.

## Abkürzungen
- K: Kreisstraße
- L: Landesstraße

## Liste
Die Kreisstraßen behalten die ihnen zugewiesene Nummer in der Regel nicht bei einem Wechsel in einen anderen Landkreis oder in eine kreisfreie Stadt. Nicht vorhandene bzw. nicht nachgewiesene Kreisstraßen werden in Kursivdruck gekennzeichnet, ebenso Straßen und Straßenabschnitte, die unabhängig vom Grund (Herabstufung zu einer Gemeindestraße oder Höherstufung) keine Kreisstraßen mehr sind.
Der Straßenverlauf wird in der Regel von Nord nach Süd und von West nach Ost angegeben.
| Nr. | Verlauf |
| --- | --- |
| K 1 | – Zweibrücker Straße – K 7 – Zweibrücker Straße – – K 6 – Zweibrücker Straße – L 482 |
| K 2 | L 482 – Dankelsbachstraße – Dr.-Robert-Schelp-Platz – Zeppelinstraße – L 484 |
| K 4 | L 486 – Erlenbrunner Straße – Kettrichhofstraße – (Abzweig zur K 8 im Landkreis Südwestpfalz) – Kettrichhofstraße – Kreisgrenze – (K 7 im Landkreis Südwestpfalz) |
| K 5 | L 482 – Schelerweg – Schelermühle |
| K 6 | (K 10 im Landkreis Südwestpfalz) – Kreisgrenze – Hochwaldstraße – K 8 – Rotmühlstraße – Gersbacher Straße – L 482 – Bottenbacher Straße – Winzler Straße – L 600 – Winzler Straße – Arnulfstraße – Streckbrücke – An der Streckbrücke – Gasstraße – Bahnhofstraße – Turnstraße – K 1 – |
| K 7 | Fehrbacher Straße – Hengsberger Straße – Tiroler Straße – Pirmasenser Weg – K 1 |
| K 8 | Langenbergerhof – Weberhof – Trifterhof – K 6 |
| K 9 | (K 15 im Landkreis Südwestpfalz) – Kreisgrenze – Hainbüchelstraße – |